# Luis Guzmán
Luis Guzmán (Cayey, 28 de agosto de 1956) es un actor puertorriqueño. Es conocido por sus interpretaciones como Raoul «el Cid» Hernández en la serie Oz de HBO y Gonzalo Rodríguez Gacha en el drama de Netflix Narcos, además de su múltiples papeles como actor secundario; durante gran parte de su carrera ha interpretado diferentes papeles como policías, compinches y matones.
Es el predilecto de directores como Steven Soderbergh, con quien trabajó en Out of Sight, El halcón inglés y Traffic, y Paul Thomas Anderson, con quien trabajó en Boogie Nights, Magnolia y Embriagado de amor. Además trabajó con dos leyendas como Brian De Palma y Al Pacino en la aclamada cinta Carlito's Way. Hizo la voz de Ricardo Díaz en los videojuegos Grand Theft Auto: Vice City y Grand Theft Auto: Vice City Stories. En televisión interpretó a René Calderón en la serie How to Make It in America y Gonzalo Rodríguez Gacha en la serie Narcos.

## Primeros años
Nació en Cayey, Puerto Rico, y creció en Greenwich Village, Nueva York, y en los alrededores del barrio Lower East Side. Su madre, Rosa, trabajaba en un hospital, y su padrastro, Benjamín Cardona, era reparador de televisores. Se graduó en el City College of New York, y luego no empezaría una carrera como actor sino como contestador de teléfonos para hotchats, sin embargo, después se interesaría en la actuación, acercándose e involucrándose en teatros de la ciudad y películas independientes.

## Carrera
Ha trabajado en numerosas películas como Carlito's Way, Carlito's Way: Rise to Power, Welcome to Collinwood, Stonewall, Waiting..., The Salton Sea y Lemony Snicket's A Series of Unfortunate Events, entre otras. También ha aparecido en series de televisión como Homicide: Life on the Street, Frasier, Oz, Community, y en el videojuego Grand Theft Auto: Vice City y su precuela Grand Theft Auto: Vice City Stories. En el año 2000, recibió una nominación como mejor actor de reparto para los Independent Spirit Awards por su actuación en la película El halcón inglés (1999). Coprotagonizó las series de HBO John from Cincinnati (2007), How to Make It in America (2010-2011) y Narcos (2015-Actualidad). En 2016 es parte del elenco de la serie de Sony Code Black.

## Vida personal
Vive con su esposa Angelita Galarza-Guzmán y con sus hijos en Sutton, Vermont.

## Filmografía
- No Picnic (1987) - Arroyo
- Crocodile Dundee 2 (1988) - José, cazador
- Black Rain (1989) - Frankie
- Rooftops (1989) - Martinez
- The Hard Way (1991)
- Walker, Texas Ranger (1992) - Gómez
- Carlito's Way (1993) - Pachanga
- Stonewall (1995) - Vito
- The Substitute (1996) - Rem
- Boogie Nights (1997) - Maurice TT Rodríguez
- Out of Sight (1998) - Chino
- Snake Eyes (1998) - Cyrus
- The Bone Collector (1999) - Eddie Ortiz
- Magnolia (1999) - Luis
- Traffic (2000) - Ray Castro
- Doble contratiempo (2001) - Juan Benítez
- The Count of Monte Cristo (2002) - Jacopo
- The Salton Sea (2002) - Quincy
- Punch-Drunk Love (2002) - Lance
- The Adventures of Pluto Nash (2002) - Felix Laranga
- Welcome to Collinwood (2002) - Cosimo
- Confidence (2003) - Manzano
- Anger Management (2003) - Lou
- Dumb and Dumberer: When Harry Met Lloyd (2003) - Ray
- Runaway Jury (2003) - Jerry Hernández (no acreditado)
- Lemony Snicket's A Series of Unfortunate Events (2004) - Hombre calvo
- Waiting... (2005) - Raddimus
- Dreamer (2005) - Balón
- Fast Food Nation (2006) - Benny
- Maldeamores (2007) - Ismael
- War (2007) - Benny
- Cleaner (2007) - Detective Vargas
- Yes Man (2008) - Jumper (sin acreditar)
- Old Dogs (2009)
- Still waiting... (2009) - Raddimus[6]
- He's Just Not That Into You (2009) - Javier (sin acreditar)
- The Taking of Pelham 123 (2009) - Phil Ramos
- Fighting (2009) - Martinez
- Arthur (2011) - Bitterman
- The Caller (2011) - George
- Journey 2: The Mysterious Island (2012) - Gabato
- The Last Stand (2013) - Mike Figuerola
- Somos los Miller (2013) - Policía mexicano
- Turbo (2013) - Angelo - (Voz).
- Venganza: In the Blood (2014) - Agente Garza
- Top Five (2014) - Bobby, el policía
- Narcos (2015) - Gonzalo Rodríguez Gacha
- Keanu (2016) - Bacon
- The Do-Over (2016) - Jorge
- Sandy Wexler (2017) - Oscar
- 9/11 (2017) - Eddie
- Shameless (2018) - Mikey O’Shea[7]
- Wednesday (2022) - Gomez Addams u Homero Addams
- ¡No estás invitada a mi bat mitzvá! (2023) - Eli Katz[8]
- Genie (2023) - Pérez
- Poker Face (2023) - Raúl
- Beverly Hills Cop: Axel F (2024) - TBA